# Adam Tuominen
Adam Tuominen (ur. 22 stycznia 1980 w Adelaide w Australii) – australijski aktor filmowy, telewizyjny i teatralny. Znany jest głównie z roli Huntera Bradleya w serialach z serii Power Rangers.
Ma 185 cm wzrostu.

## Filmografia

### Filmy
- Temptation (2003) – Kurier

### Seriale TV
- Córki McLeoda – John Nostier
- Power Rangers Dino Grzmot – Hunter Bradley/Purpurowy Ranger
- Power Rangers Ninja Storm – Hunter Bradley/Purpurowy Ranger
- Young Lions – Nathan Smyth
- Always Greener – Aaron/Drew Savage

### Gry komputerowe
- Power Rangers: Ninja Storm – Purpurowy Ranger

### Teatr
- „As You Like It” – Orlando
- „I Hate Hamlet”
- „Two Gentlemen of Verona”
- „Kiss Me Kate”